# كيتي براند
كيتي براند (بالإنجليزية: Katy Brand)‏ هي كاتبة سيناريو وممثلة بريطانية، ولدت في 13 يناير 1979 في المملكة المتحدة.

## أعمال

### أفلام
- (2010) المربية ماكفي والإنفجار الكبير[5][6]

## وصلات خارجية
- كيتي براند على موقع IMDb (الإنجليزية)
- كيتي براند على موقع ألو سيني (الفرنسية)
- كيتي براند على موقع ميوزك برينز (الإنجليزية)
- كيتي براند على موقع أول موفي (الإنجليزية)
- كيتي براند على موقع قاعدة بيانات الأفلام السويدية (السويدية)
- كيتي براند على موقع ديسكوغز (الإنجليزية)
- كيتي براند على موقع قاعدة بيانات الفيلم (الإنجليزية)
- كيتي براند على موقع كينوبويسك (الروسية)